# Serendipaceratops arthurcclarkei
 Serendipaceratops arthurcclarkei  es la única especie conocida del género extinto  Serendipaceratops  de dinosaurio ornitisquio genasaurio, que vivió a mediados del período Cretácico, hace aproximadamente 116 millones de años, en el Aptiense, en lo que es hoy Australia.

## Descubrimiento e investigación
Serendipaceratops es conocido por un cúbito  descubierto en 1993, de 115 millones de años de antigüedad que es catalogado como el espécimen holotipo NMV P186385. Los fósiles, se encontraron en la Formación Wonthaggi, en la población de Inverloch cerca de Kilkunda, en el Estado de Victoria, Australia. El hallazgo tomó lugar durante el proyecto "Dinosaur Cove", descubriéndose los restos en la base de la cara de un acantilado enfrente de la línea costera. El fósil fue excavado en el "Arco", una pequeña área de suelo marino protegido de las olas por un dique. El cúbito holotipo tiene una longitud preservada de dieciséis centímetros, y en su parte superior tiene roto el proceso del olécranon, mientras que el eje del cúbito está aplanado. Este fósil fue descrito como un nuevo género por el matrimonio de Tom Rich & Patricia Vickers-Rich en el año 2003.
Inicialmente, los descubridores, Rich y Vickers-Rich, no habían considerado la posibilidad que podía haber sido un ceratopsiano siendo esta la última de las familias de dinosaurios que esperaban encontrar evidencia en Australia. En su lugar habían intentado convencerse de que era el hueso de un terópodo. Algunos meses más adelante, sin embargo, en una visita al Museo Tyrrell de la paleontología en Alberta, Canadá, su colega Dale Russell les señaló su llamativa semejanza al cúbito del ceratopsio primitivo Leptoceratops. De ahí el nombre del género, refiriendo a una serendipia, combinando esta referencia con el término griego  ~ceratops, que significa "cara con cuernos", un sufijo común en los nombres de género de los ceratopsios. La especie tipo, S. arthurcclarkei fue nombrada en honor a Arthur C. Clarke, autor de 2001: Odisea espacial y muchas otras obras de ciencia ficción, quien es amigo personal de la pareja y declaró haberse interesado por la ciencia a través de los dinosaurios en su infancia. Coincide también con Serendip, un nombre antiguo del país adoptivo de Clarke, Sri Lanka. El cúbito holotipo  tiene una longitud conservada de unos 16 centímetros. En la parte superior trasera, su proceso de olécranon se ha roto. El eje está bastante aplanado.

## Clasificación
Serendipaceratops fue descrito originalmente como un miembro de Neoceratopsia y uno de los primeros dinosaurios ceratopsios conocidos, y el único conocido en el hemisferio sur, con la posible excepción de Notoceratops, un género suramericano dudoso, que también puede ser de otro tipo de dinosaurio ornitisquio. Los huesos de Notoceratops se perdieron, así que no puede confirmarse si este es el único de Gondwana y el hemisferio sur, pero estudios subsecuentes han mostrado que esta interpretación sería incorrecta. Además del holotipo, se encontró otro supuesto cúbito ceratopsiano en Dinosaur Cove, en el suroeste de Victoria. Es un poco más joven con 106 millones de años, habiéndose encontrado en la Formación Eumeralla. Los científicos que estudiaron por primera vez el cúbito dijeron que se parecían más a los de Leptoceratops, pero estudios posteriores han demostrado que esta interpretación probablemente sea incorrecta.
En un estudio sobre de los restos de dinosaurios de Australia y Nueva Zelanda, Federico Angolin y colaboradores encontraron que el cúbito no tenía ningún parecido particular a los ceratopsianos basales, no más del que tendría cualquier otro ornitisquio genasaurio, careciendo de sinapomorfias propias de los ceratopsios, y que de hecho se parecía más en términos generales al cúbito del anquilosaurio australiano Minmi paravertebrata. Por lo tanto, no podía ser referido con seguridad a ningún grupo específico de ornitisquios, y debería ser considerado como un nomen dubium. Sin embargo, en 2014 Rich y colaboradores publicaron un estudio estadístico que mostraba que las proporciones del cúbito del holotipo se corresponden con las del morfoespacio de los ceratopsianos, y que sería efectivamente distinguible de otros dinosaurios y encontraron que el taxón era válido basándose en una combinación única de caracteres. Posteriormente, Rozadilla et al. en 2021 determinaron que si bien el taxón es válido, la ulna de Serendipaceratops estaba deformada, lo que hace que la clasificación postulada por Rich et al. no sea válida. En cambio, Rozadilla et al. clasificaron a Serendipaceratops como un anquilosaurio, debido a las robustas proporciones de la ulna.